# Mount Olivet
Mount Olivet är en ort i Kentucky, USA. Det är den administrativa huvudorten i Robertson County.